# Kinding

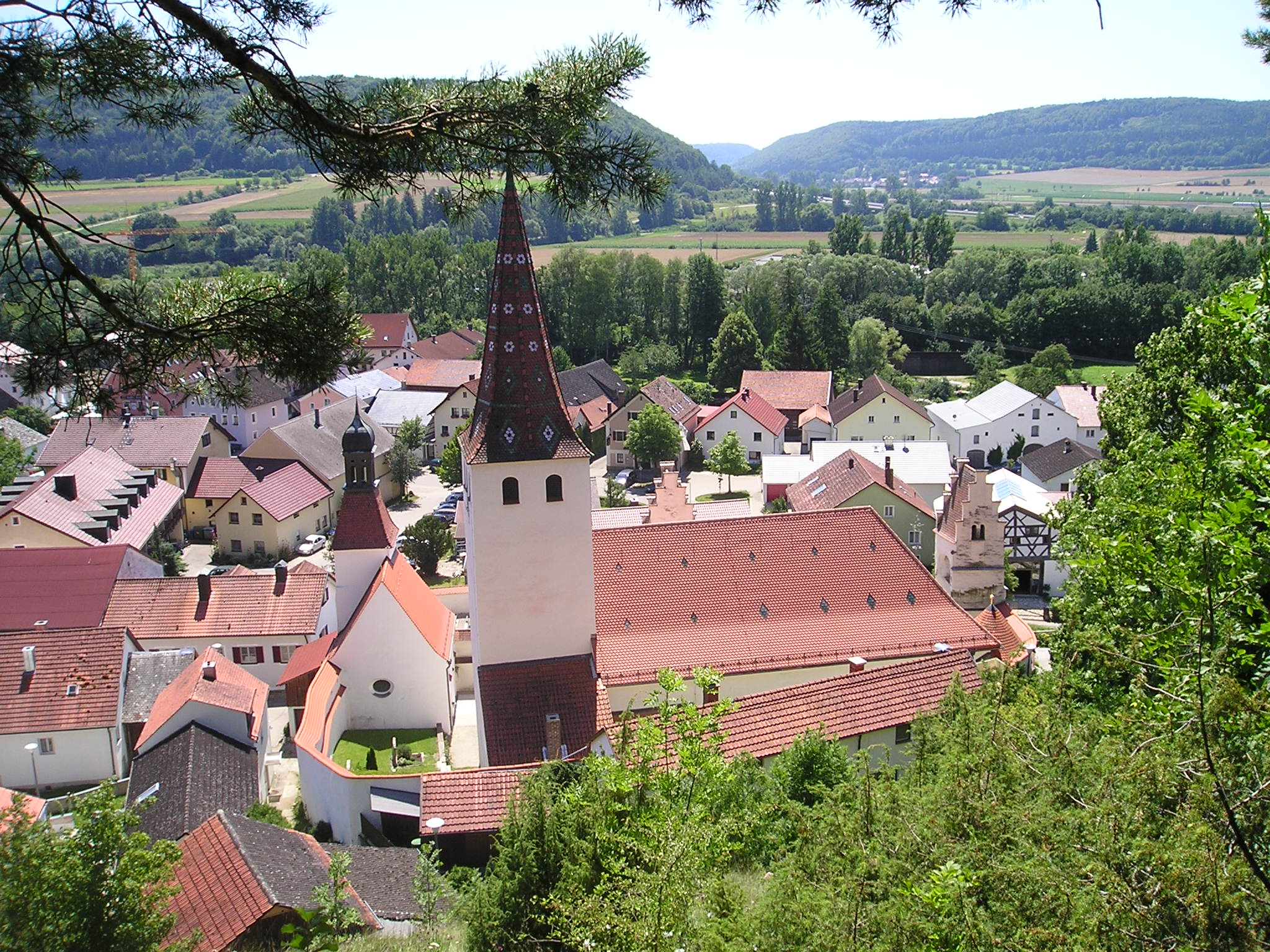
Kinding

Kinding este o comună din districtul Eichstätt, regiunea administrativă Bavaria Superioară, landul Bavaria, Germania.

## Geografie
Kinding se află la confluența dintre Anlauter, Schwarzach și Altmühl în parcul natural Altmühltal.

### Comunități constitutive
Piața Kinding este formată din părțile comunității Badanhausen, Berletzhausen, Eibwang, Enkering, Erlingshofen, Haunstetten, Ilbling, Kinding, Kirchanhausen, Kratzmühle, Niefang, Pfraundorf, Schafhausen, Schafhausermühle, Schlößlmühle și Unteremmendorf.

## Istorie
La 1 aprilie 1971, noua municipalitate Kinding a fost formată prin fuziunea comunităților anterioare independente Badanhausen, Enkering, Erlingshofen, Haunstetten, Kinding și Unteremmendorf.

## Politică

### Consiliu de piață
Consiliul municipal Kinding are 14 membri, toți fiind asigurați de CSU. (Statutul: alegerile locale din 16 martie 2014)

### Primar
Maiestă este din 1 mai 1990 Rita Böhm (CSU).

### Stema
Blazon: "În verdeață, pe un fascicul de valuri de argint coborât, acoperit de un semn împărțit de un vârf de argint roșu și albastru, brazda fortificată de argint din Kinding cu acoperiș roșu; chiar deasupra unui pumnal de argint. "

## Schit
La sud de Kinding se află cartierul Klause. Se numește și Binnleitenhöhle și este înregistrată în Peștera Fränkische Alb (HFA) cu numărul cadastral I 66. A devenit cunoscută prin descoperiri ca o peșteră în epoca de piatră.